# アレクサンダー・ムルスキー
アレクサンダー・ムルスキー（Alexander Murski、1869年11月1日 - 1943年4月）は、ロシアの俳優。

## 出演作品
- 喜びなき街
- マタ・ハリ
- 白魔